# Baobing
Tshuah-ping ((ZH)  in Taiwanese) , chiamato anche Baobing((ZH)  in Mandarin), è un famoso dessert cinese a base di ghiaccio tritato, molto popolare in Cina, Taiwan, Malesia e Vietnam. È considerato un dessert estivo. Il Baobing viene mangiato in Cina sin dal VII secolo.

## Preparazione
Per la preparazione di questo dessert occorre una grande quantità di ghiaccio tritato. In passato, i pezzi di ghiaccio venivano tritati a mano, usando una sorta di mazza per rompere il ghiaccio e una lama per rendere i pezzi più piccoli o usando una macchina a manovella. Oggi, viene usata una speciale macchina che trita i pezzi di ghiaccio in scaglie più sottili di quelle del passato. Alcuni preparano ancora il ghiaccio a mano, ottenendolo quindi in una forma diversa da quella più comune oggi. Solitamente si aggiunge lo sciroppo estratto dalle canne da zucchero che rende il sapore leggermente dolce. Altre varianti includono tipi di sciroppo o latte condensato o entrambi. Tra i topping che è possibile trovare ci sono: taro, fagiolo azuki, fagiolo indiano verde, patate dolci, noccioline e tanti altri. Esistono varie combinazioni prestabilite, ma molto spesso è il cliente che sceglie gli ingredienti.

## Varianti nazionali

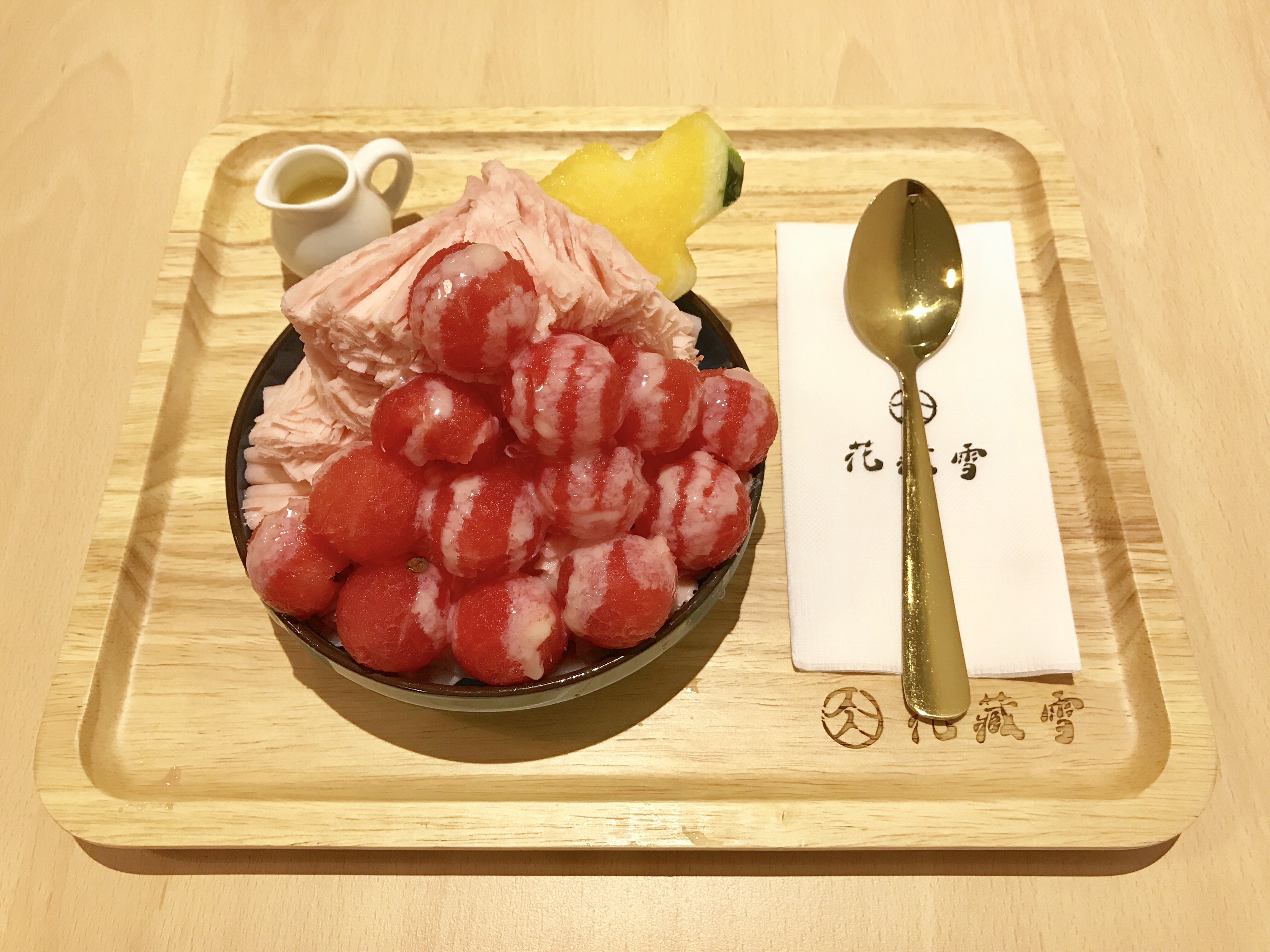
Baobing servito in un locale di Taipei

Il Tshuah-ping è simile ad altri dessert come il  kakigōri in Giappone, l'halo halo nelle Filippine, il patbingsu in Corea, l'ice kacang in Malaysia e la grattachecca o granita in Italia.